# Kataoka Kenkichi

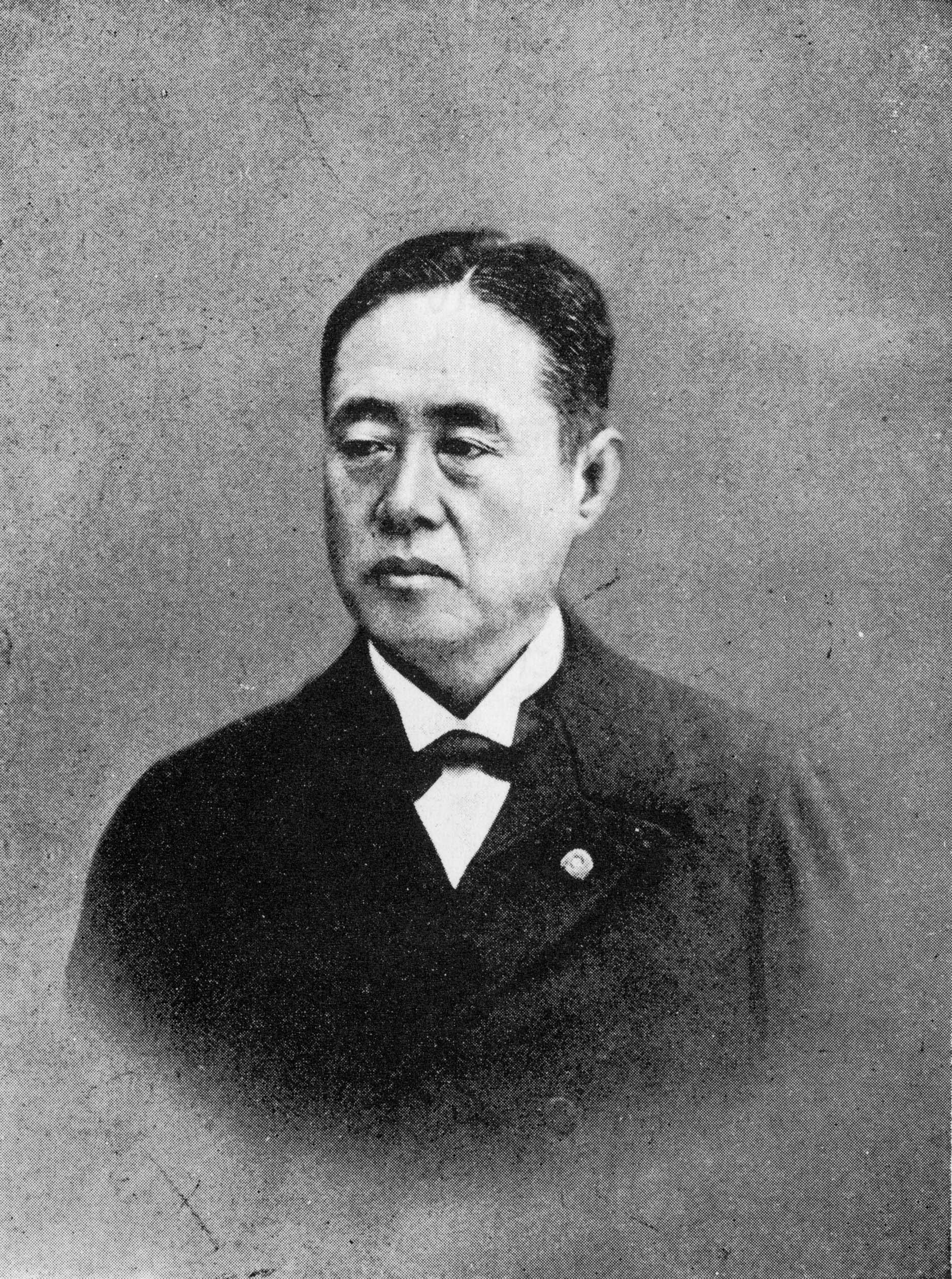
Kataoka im Alter

Kataoka Kenkichi (japanisch 片岡 健吉; geb. 14. Februar 1844 in der Provinz Tosa (heute: Präfektur Kōchi); gest. 31. Oktober 1903) war ein japanischer Samurai der späten Edo-Zeit und Politiker in der Meiji-Zeit.

## Leben und Werk
Kataoka Kenkichi wurde als Sohn eines Samurai des Fürstentums Tosa in der Provinz Tosa geboren. Er kämpfte 1868 unter dem Kommando von Itagaki Taisuke gegen das Shogunat und dann weiter auch im Boshin-Krieg. Nach Reisen in die USA und nach Europa 1871 bis 1873, auf denen er die dortigen Militärsysteme studierte, erhielt er ein Kommando in der kaiserlichen Marine. Dann zog er sich aber im Zusammenhang der Debatte über die Eroberung Koreas 1873, wie auch Itagaki, aus allen Beziehungen zur neuen Regierung zurück und schloss sich Itagakis Bewegung für Demokratie, der Risshisha an. 1875 unterstützte er Itagaki bei der Gründung Aikokusha (愛国社) und wurde eins der führenden Mitglieder. 1879 wurde er zum Präsidenten der Präfekturversammlung von Kōchi gewählt.
1877 und dann wieder 1880 reichte Kataoka eine Petition ein, einen gewählten Reichstag einzurichten, das zweite Mal als Repräsentant der „Kokkai Kisei Dōmei“. Er war dann 1881 ein führendes Mitglied bei der Gründung der Jiyūtō (自由党), der ersten echten politischen Partei in Japan. 1883 setzte er sich für die Freilassung von Kōno Hironaka ein. Er beteiligte sich an der Petitionsbewegung von 1887, kam dann wegen Verstoßes gegen die Friedensvorschriften selbst ins Gefängnis.
1889 wurde Kataoka im Zusammenhang mit der Verkündigung der Verfassung begnadigt und war dann als Mitglied des Abgeordnetenhauses aus Kōchi Mitglied der Jiyūtō, der Kenseitō (憲政党) und ab 1900 der Seiyūkai. Von Mai bis Juni 1894 war er Vizepräsident des Abgeordnetenhauses, von 1898 bis zu seinem Tode Abgeordnetenhauspräsident.